# Tasha Kheiriddin
Pour les articles homonymes, voir Kheireddine.
Tasha Kheiriddin (née le 25 juin 1970 à Montréal) est une analyste et commentatrice politique conservatrice canadienne. Elle a été présidente de la Fédération des jeunes progressistes-conservateur (en) du Canada de 1995 à 1998. Elle a coécrit, avec Adam Daifallah, le livre Rescuing Canada’s Right: Blueprint for a Conservative Revolution publié en novembre 2005.

## Biographie
Kheiriddin possède une formation en droit de l'Université McGill. Après avoir pratiqué pendant un certain temps à Montréal, elle déménage à Toronto, où elle travaille auprès du procureur général de l'Ontario (en). 
Par la suite, elle travaille comme productrice de télévision au réseau CBC News Network ainsi qu'animatrice et productrice sur CPAC.
En 2003, elle reçoit le Justicia Award for Excellence in Journalism par la Canadian Bar Association pour son émission Legal Talk.
Kheiriddin est directrice de la Canadian Taxpayers Federation (en) pendant plusieurs années avant de retourner au Québec rejoindre l'Institut économique de Montréal. Elle travaille à ce moment comme directrice du bureau québécois de l'Institut Fraser.
Kheiriddin travaille comme chroniqueuse pour le National Post, dont elle est aussi membre du comité éditorial. Elle anime également un talk show le dimanche sur CFRB. Depuis l'automne 2011, elle est coanimatrice d'une émission d'affaires publiques diffusée en semaine sur CTV News Channel. Elle est également analyste politique pour Le Téléjournal diffusé à la Télévision de Radio-Canada.
Elle travaille aussi comme chroniqueuse hebdomadaire à la radio CHOI fm 98,1 à Québec depuis automne 2018.

## Publications
- Avec Adam Daifallah, le livre Rescuing Canada’s Right: Blueprint for a Conservative Revolution publié en novembre 2005[2].
- The Right Path: How Conservatives Can Unite, Inspire and Take Canada Forward., 2022[8].